# Vic Davalillo
Víctor José Davalillo Romero, dit Vic Davalillo, né le 31 juillet 1939 à Cabimas (Zulia, Venezuela) et mort le 6 décembre 2023 à Caracas, est un ancien joueur vénézuélien de baseball qui évolua en Ligue majeure de baseball de 1963 à 1980.

## Carrière

### Ligue hivernale du Venezuela
Entre 1957 et 1987, Davalillo joue en ligue hivernale du Venezuela pour les Leones del Caracas (1957-74, 1987), Portuguesa (1975) est avec les Tigres de Aragua (1976-85). Il y signe des records : moyenne au bâton (.325), coups surs (1505), matchs joués (1280), passages au bâton (4633), points (668) et doubles (196). De plus, il remporte quatre fois le titre de meilleur frappeur et se retira du jeu à 50 ans.

### MLB
En MLB, il débute chez les Cleveland Indians et remporte un gant doré en 1964 et participe à l'édition 1965 du All-Star Game. Lors de sa première saison chez les Indians, il se blesse le 12 juin ; il est alors le meilleur frappeur de la franchise avec 0,304 et favori du trophée du meilleur rookie de la Ligue américaine. Après son retour dans l'équipe au mois de juillet, il se retrouva jamais son niveau de jeu. Celui qui était surnommé « can't miss » et présenté comme le nouveau Willie Mays resta toutefois un solide frappeur (0,279 de moyenne au bâton en 1458 matchs joués chez les Indians).
Il gagne ensuite les World Series en 1971 avec les Pittsburgh Pirates et en 1973 avec les Oakland Athletics avant de s'incliner à ce stade avec les Los Angeles Dodgers en 1977 et 1978.